# Karl Ludwig Braun
Karl Ludwig Braun, auch Carl Ludwig Braun (* 24. Oktober 1796 in Gießen; † 17. April 1868 in Schlitz), war ein deutscher Mediziner und Fachautor.

## Leben
Der Sohn des Stabsarztes und Ritter des Großherzoglich Hessischen Ludwigsordens, Franz Joseph Braun, besuchte zunächst das Gymnasium im westfälischen Arnsberg, das seit 1803 zum Großherzogtum Hessen gehörte. Es folgte eine kurze Schulzeit am Pädagog, dem humanistischen Gymnasium in Gießen. 1814 trat er in das Großherzogliche Freiwillige Jäger-Corps ein, das der in Arnsberg residierende General Johann Georg von Schäffer-Bernstein ein Jahr zuvor gegründet hatte, nachdem das Großherzogtum Hessen nach der verlustreichen „Völkerschlacht von Leipzig“ von der französischen auf die Seite der österreichisch-preußisch-russischen Allianz gewechselt war. Er machte den Feldzug mit, schrieb sich aber bereits im Herbst 1814 wieder an der Universität in Gießen ein. Nach kurzem Studium in Bonn an der 1818 als „Rhein-Universität“ wieder gegründeten Universität promovierte er am 2. Dezember 1819 in Gießen mit „Thesen aus der gesammten Heilkunde“ zum „Doktor der Medicin, Chirurgie und Geburtshülfe“.
Anschließend praktizierte er bei seinem Vater in Offenbach am Main, bis er im Mai 1820 zum Amtsphysicus beim Hessen-Darmstädtischen Physikat Vöhl ernannt wurde. Im Dezember 1825 wurde er in gleicher Eigenschaft als Nachfolger des Amtsarztes Dr. Deibel nach Schlitz versetzt und vom Grafen Friedrich Wilhelm von Schlitz, genannt von Görz (1793–1839), zu seinem Hausarzt ernannt.
1826 beteiligte sich Carl Ludwig Braun an einer Preisaufgabe, die die Regierung des Herzogtums Oldenburg am 16. November 1822 ausgeschrieben hatte. Ausgesetzt war eine Prämie von 200 holländischen Dukaten „für die beste und gründlichste Beantwortung einiger die Natur und Ansteckung des gelben Fiebers betreffenden Fragen“. Die Fakultät der kgl. Preußischen Universität zu Berlin gab den Preis an Karl Christian Matthaei zu Verden an der Aller. Bei insgesamt 18 Einsendungen wurde Braun immerhin mit einer „ehrenvollen Erwähnung“ bedacht und legte wenig später seine „Versuchte Beantwortung der von der herzoglich-oldenburgischen Regierung im Jahre 1822 aufgestellten Preisfragen über das Gelbe Fieber“ in gedruckter Form vor.
Mit dem 14. Februar 1835 wurde Braun zum Großherzoglich-hessischen Hofrat ernannt. Mit dem 27. April 1850 wurde dem „Physicatsarzt und Hofrath“ Carl Ludwig Braun in Schlitz das Ritterkreuz des Verdienstordens Philipps des Großmütigen verliehen und mit dem 12. September 1853 erhielt er die Ernennung zum Medizinalrat.
Braun war Mitglied des Historischen Vereins zu Schlitz und legte eine umfangreiche Materialsammlung zur Geschichte von Schlitz und seiner Umgebung an. Er lebte und arbeitete bis zu seinem Lebensende in Schlitz, wo er im 72. Lebensjahr verstarb.
Bis in neuere Veröffentlichungen wird berichtet, Karl Ludwig Braun sei vom hessischen Schlitz ins bayerische Klingenberg am Main und später nach Fürth gewechselt. Es handelt sich hier jedoch um eine frühe Verwechslung von Karl Ludwig Braun mit dem Mediziner Johann Jacob Braun. Geboren 1784 in Aschaffenburg, war J. J. Braun nach seiner Promotion zum Dr. med. 1810 in Erlangen als „Physicus“ (und engagierter Botaniker) in Orb (Großherzogtum Frankfurt), ab 1815 in gleicher Funktion im bayrischen Klingenberg und schließlich als Gerichtsarzt 1833 bis zu seiner Pensionierung 1851 in Fürth tätig.

## Schriften
- Bemerkungen über das Schlitzer Mineralwasser. Verlag Neu, Fulda 1827.
- Gerichtsärztliche Untersuchung über den Tod einer unter der Geburtarbeit gestorbenen, und von einer unbeeidigten Hebammegemisshandelten Frau, in: Adolph Henke (Hrsg.): Zeitschrift für Staatsarzneikunde, Band 5, 1823, H. 2, S. 396–410.
- Bemerkungen über einige, in den gerichtlich-medicinischen Gutachten über die Todeart des Wilh. Conen berührte Streitfragen, in: ebda., Ergänzungsband 2, 1824, S. 216–267.
- Abermalige gerichtsärztliche Untersuchung über den Tod einer unter der Geburtsarbeit verstorbenen Frau, und über ihr durch rohe Entbindungsversuche zerstückeltes Kind, in: ebd., Bd. 12, 1826S. 380–399.
- Vergiftung der Pferde durch Fütterung mit Bucheckern-Schlagkuchen, in: ebda., Band 7, 1824, Heft 2, S. 361–381. Band 12, 1826, Heft 4, S. 400–409.
- Miscellen, die Lehre von den Giften und Vergiftungen betreffend, gesammelt und mitgetheilt, in: ebda., Band 14, 1827, Heft 4, S. 423–470.
- Zur Lehre von der Selbstverbrennung, neuere Beobachtungen, gesammelt und mitgetheilt, in: ebda., Ergänzungsband 7, 1827, S. 73–92.
- Beobachtungen, die Uebertragung ansteckender Krankheitsstoffe von Thieren und Leichen auf Gesunde betreffend, in: ebda., Ergänzungsband 7, 1827, S. 93–113.
- Ueber die Kennzeichen der sogenannten Tollwuth der Füchse als Vorbemerkung zu den nachfolgenden Berichten in Betreff der von mir 1825 secirten Füchse, in: ebda., Ergänzungsband 8, 1827, S. 159–180.
- Ueber den Mangel wissenschaftlicher Regulative bei Behandlung der Schutzpockenimpfung von den amtlichen Aerzten, in: ebda., Band 18, 1829, Heft 4, S. 424–431.
- Sectionsbefund und Gutachten über ein, angeblich nach Schlägen auf die Hinterbacken, plötzlich verstorbenes, 8 Monate altes Kind, in: ebda., Band 18, 1829, Heft 4, S. 453–459.
- Einige Bemerkungen über den Kretinismus, nebst Beschreibung einer Kretine; aus einem Schreiben an Dr. J. B. Friedreich, in: ebda., Heft 3. 1829, S. 81–87.
- Versuch eines Mordes von Seiten eines schwangeren Weibes an ihren Ehegatten, in: Friedreich, Magazin für Seelenkunde, Heft 1, 1829, S. 41–70.
- Topographie des Physicatsbezirks Schlitz vom Jahre 1840. Neue Ausgabe: Adolf Petschke (Hrsg.). Lauterbach 1975 (Lauterbacher Sammlungen, Heft 58).
- Bemerkungen über das Flugblatt II N(umme)r 3 des Schlitzer Bürgervereins / Einige Bemerkungen über die Flugblätter des Bürgervereins in Schlitz[13]